# Saint-Denis-en-Val
Saint-Denis-en-Val ist eine französische Gemeinde mit 7768 Einwohnern (Stand: 1. Januar 2022) im Département Loiret in der Region Centre-Val de Loire. Die Gemeinde liegt im Arrondissement Orléans und gehört zum Kanton Saint-Jean-le-Blanc. Die Einwohner heißen Dionysiens.

## Geografie
Saint-Denis-en-Val liegt an der Loire im Welterbe Val de Loire. Umgeben wird Saint-Denis-en-Val von den Nachbargemeinden Saint-Jean-de-Braye im Norden im Nordwesten, Combleux und Chécy im Nordosten, Sandillon im Osten und Südosten, Saint-Cyr-en-Val im Süden, Saint-Jean-le-Blanc im Westen.

## Geschichte
Eine erste Kirche kann für das sechste Jahrhundert vermutet werden. 1022 wurde erwähnt, dass die Herrschaft über Saint-Denis an die Abtei Saint-Mesmin de Micy abgegeben wurde.

## Bevölkerungsentwicklung
| Jahr                       | 1962 | 1968 | 1975 | 1982 | 1990 | 1999 | 2010 | 2018 |
| Einwohner                  | 1645 | 2107 | 3480 | 4403 | 6598 | 7206 | 7162 | 7545 |
| Quellen: Cassini und INSEE |      |      |      |      |      |      |      |      |

## Sehenswürdigkeiten

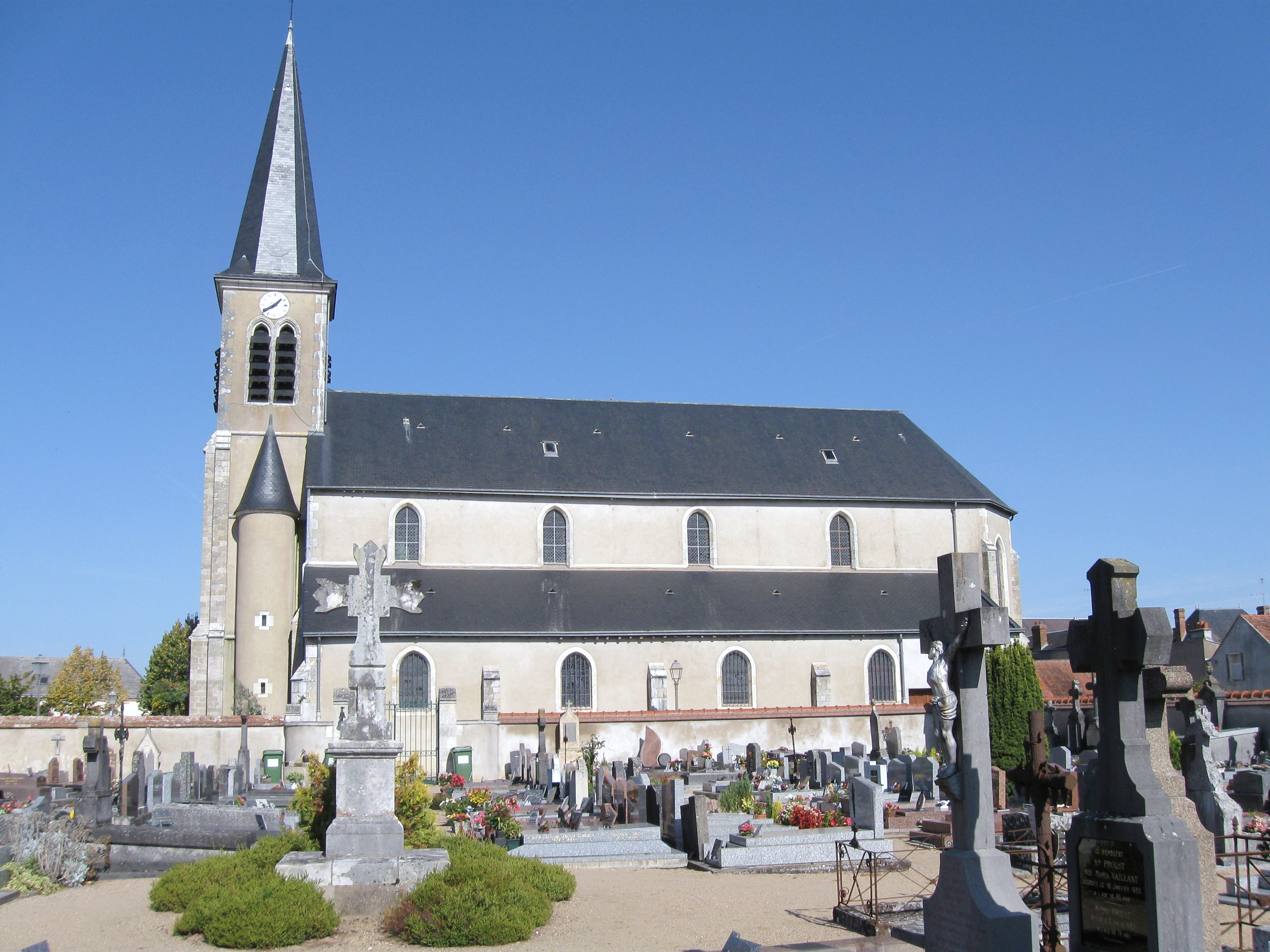
Kirche Saint-Denis

- Kirche Saint-Denis aus dem 11. Jahrhundert, seit 1958 Monument historique
- Ruinen des Château de l’Isle aus dem 16. Jahrhundert, seit 1925 Monument historique
- Château de Melleray aus dem 19. Jahrhundert
- Loiredeich

## Partnergemeinde
Saint-Denis-en-Val hat 2001 mit der italienischen Gemeinde Pandino in der Provinz Mailand (Lombardei) eine Gemeindepartnerschaft gegründet.